# Riesen Ludwigsburg
O Riesen Ludwigsburg (em português:  Gigantes de Ludwigsburgo), também conhecido como MHP Riesen Ludwigsburgo por motivos de patrocinadores  é um clube de basquete profissional alemão que atualmente disputa a Beko BBL e a Liga dos Campeões. Sua sede está na cidade de Ludwigsburgo, Estado de Baden-Württemberg e sua arena é a Arena Ludwigsburgo com 5.325 lugares.

## Classificação por Temporada
| Temporada | Nível | Liga         | Pos. | Liga Alemã        | Competições Europeias | Competições Europeias |
| --------- | ----- | ------------ | ---- | ----------------- | --------------------- | --------------------- |
| 2000–01   | 2     | 2.Bundesliga | 5    |                   |                       |                       |
| 2001–02   | 2     | 2.Bundesliga | 1    | Promovidocampeão  |                       |                       |
| 2002–03   | 1     | Bundesliga   | 12   |                   |                       |                       |
| 2003–04   | 1     | Bundesliga   | 14   |                   |                       |                       |
| 2004–05   | 1     | Bundesliga   | 8    | Quartas de finais |                       |                       |
| 2005–06   | 1     | Bundesliga   | 6    | Quartas de finais |                       |                       |
| 2006–07   | 1     | Bundesliga   | 2    | Semifinais        |                       |                       |
| 2007–08   | 1     | Bundesliga   | 13   |                   | 2 Copa ULEB           | TR                    |
| 2008–09   | 1     | Bundesliga   | 11   |                   |                       |                       |
| 2009–10   | 1     | Bundesliga   | 11   |                   |                       |                       |
| 2010–11   | 1     | Bundesliga   | 9    |                   |                       |                       |
| 2011–12   | 1     | Bundesliga   | 16   |                   |                       |                       |
| 2012–13   | 1     | Bundesliga   | 17   |                   |                       |                       |
| 2013–14   | 1     | Bundesliga   | 8    | Quartas de finais |                       |                       |
| 2014–15   | 1     | Bundesliga   | 8    | Quartas de finais |                       |                       |
| 2015–16   | 1     | Bundesliga   | 6    | Quartas de finais | 1 EuroCopa            | R32                   |
| 2016–17   | 1     | Bundesliga   | 8    | Quartas de finais | 3 Liga dos Campeões   | QF                    |
| 2017–18   | 1     | Bundesliga   | 3    | Semifinalista     | 3 Liga dos Campeões   | 4º                    |
| 2018-19   | 1     | Bundesliga   | 5    | Quartas de finais | 3 Liga dos Campeões   | TR                    |
| 2019-20   | 1     | Bundesliga   | 2    | finalista         |                       |                       |
| 2020-21   | 1     | Bundesliga   | 1    | Semifinais        |                       |                       |
| 2021-22   | 1     | Bundesliga   | 4    | Semifinais        | 3 Liga dos Campeões   | 3º                    |
| 2022-23   | 1     | Bundesliga   | 5    | Semifinais        | 3 Liga dos Campeões   | PI                    |
| 2023-24   | 1     | Bundesliga   | 8º   | Quartas de finais | 3 Liga dos Campeões   | QF                    |
| 2024-25   | 1     | Bundesliga   | 11º  |                   | 4 Copa Europeia       | QF                    |
| 2025-26   | 1     | Bundesliga   |      |                   |                       |                       |